# Короткошиї черепахи
Короткошиї черепахи (Emydura) — рід черепах родини Змієшиї черепахи. Має 5 видів.

## Опис
Загальна довжина черепах цього роду коливається від 15 до 38 см. Статевий диморфізм виявляється у розмірах хвоста: у самців він довший. Карапакс сплощений, у деяких видів зазубрений по задньому краю. Є розширені крайові щитки карапакса. Голова невелика. Шия у порівняні з іншими представниками родини Змієшиїх черепах досить коротка. Звідси й походить їх назва. Ноги мають перетинки, що сприяє плаванню.
Голова зазвичай темна, у більшості видів з яскравими жовтими та червоними смужками. Колір карапакса коливається від оливкового та темно-бурого до майже чорного. Такі варіації зустрічаються навіть у межах окремих видів. Пластрон досить яскраво забарвлено: від червонувато-сірого до яскраво-червоного кольору. Часто зустрічається жовтий або блідо-помаранчевий пластрон.

## Спосіб життя
Полюбляють стоячі або повільно поточні водойми. Всі види м'ясоїдні, проте в неволі деякі особини не відмовляються від рослинної їжі
Самиці у середньому відкладають до 15 яєць.
Тривалість життя до 30 років.

## Розповсюдження
Мешкають у північній та Східній Австралії, на о. Нова Гвінея.

## Види
- Emydura macquarii
- Emydura subglobosa
- Emydura tanybaraga
- Emydura victoriae